# Polygrammodes effusalis
Polygrammodes effusalis is een vlinder uit de familie van de grasmotten (Crambidae). De wetenschappelijke naam van deze soort is voor het eerst voorgesteld door Francis Walker in een publicatie uit 1865.
De soort komt voor in Indonesië (Java).